# NGC 4979
NGC 4979 (również IC 4198, PGC 45484 lub UGC 8209) – galaktyka spiralna z poprzeczką (SB?), znajdująca się w gwiazdozbiorze Warkocza Bereniki. Odkrył ją William Herschel 10 kwietnia 1785 roku. Jest to galaktyka z aktywnym jądrem typu LINER.